# Hospital Santa Isabel (Lebu)
El Hospital Santa Isabel es el recinto hospitalario de la provincia de Arauco que atiende a las comunas de Lebu y Los Álamos. Se encuentra ubicado en la capital de la provincia, Lebu, es un hospital de tipo público de baja complejidad, parte de la red del Servicio de Salud Arauco (SSA).

## Historia
Durante el gobierno del intendente de Arauco, Manuel Carrera Pinto, comenzó la construcción del hospital, que fue inaugurado el 8 de junio de 1884, y denominado Santa Isabel en homenaje a la fallecida esposa del intendente, Isabel Espejo. En 1972 se comenzó a construir un nuevo edificio, que comenzó a funcionar unos años después y en el cual actualmente funcionan sus dependencias que se encuentran en proceso de normalización para la construcción de un nuevo establecimiento hacia el 2025. Su actual Director es el Ingeniero David Nova Chávez

## Prestaciones de salud
El recinto hospitalario cuenta en sus dependencias con una sala de urgencias, un consultorio médico de atención primaria (medicina general), un laboratorio clínico propio, además de la atención de algunas especialidades de la salud, como obstetricia, nutricionista, kinesiología, odontología, psicología, entre otros. Para las interconsultas de mayor complejidad, los pacientes son derivados al Hospital Provincial de Curanilahue (a 54 km de distancia) o al Hospital Clínico Regional Guillermo Grant Benavente de Concepción.